# Victoria Matthews
Victoria Matthews (nascida em 1954) é uma bispa anglicana canadense. De 2008 a 2018, serviu como Bispa de Christchurch na Igreja Anglicana em Aotearoa, Nova Zelândia e Polinésia. Em 1994, tornou-se a primeira mulher ordenada bispa na Igreja Anglicana no Canadá, como bispa sufragânea da Diocese de Toronto. Posteriormente, serviu como Bispa de Edmonton de 1997 a 2007.

## Educação
Sentiu-se chamada ao ministério ainda adolescente. Matthews foi educada na Bishop Strachan School em Toronto, e se formou com um diploma de Bacharel em Artes com honras pelo Trinity College, Universidade de Toronto, em 1976. Ela recebeu a North American Theological Fellowship de 1976 a 1979 e concluiu um Mestrado em Divindade na Yale Divinity School e na Berkeley Divinity School. Ela também possui um Mestrado em Teologia pelo Trinity College, Toronto, que concluiu em 1987. Recebeu um doutorado honorário da Berkeley Divinity School em 2017.

## Ministério ordenado
Matthews defende uma ortodoxia generosa (apela a uma ortodoxia radical e centrada em Cristo, expressa como fé e prática missionária) e está na ala anglo-católica da igreja.
Matthews tornou-se diácono em 1979 e foi ordenada sacerdote em 1980, ambas pela Diocese de Toronto. Serviu como pároco assistente na Igreja de Santo André em Scarborough (1979-1983); titular nas paróquias de Georgina (1983-1987) e All Souls, North York (1987-1994); reitora regional no Decanato de York Mills (1989-1994); além de Diretora de Educação de Campo e tutor em Teologia Pastoral (meio período), no Trinity College, Faculdade de Divindade (1987-1994).
Foi eleita bispa em 1993 e ordenada ao episcopado em 12 de fevereiro de 1994, junto com o bispo Michael Bedford-Jones, na Igreja de São Paulo, Bloor Street, Toronto. Matthews começou a presidir a Comissão Teológica do Primaz em 1996, um grupo diversificado de teólogos que trabalhavam em questões contemporâneas dentro da Igreja Anglicana no Canadá, criado no ano anterior, e foi reeleita em 2004. Também presidiu a Força-Tarefa sobre Supervisão Episcopal Alternativa.

### Ministério episcopal
De 1994 a 1997, ela foi bispa sufragânea de Toronto, para a área de Credit Valley. Ela se tornou a primeira mulher a ser bispa na Igreja Anglicana no Canadá e a quinta na Comunhão Anglicana.
Ela foi eleita Bispa de Edmonton em 1997 e ocupou o cargo até sua renúncia em 2007. Na época de sua posse em Edmonton, ela era uma das seis mulheres entre os 525 bispos diocesanos da Igreja Anglicana e a primeira mulher bispo diocesana da Igreja do Canadá. Ao longo de seu mandato, além de vários cargos em instâncias nacionais da Igreja, ela participou do diálogo entre bispos anglicanos e católicos romanos. Também exerceu outros cargos internacionais, incluindo como membro da Corporação e Curador Sucessor da Universidade de Yale (1995-2004), patrona canadense da Affirming Anglican Catholicism (North America) (1996-2004), curadora da Berkeley Divinity School (2001-2004).
Em 2004, ela foi candidata aos cargos de Bispa de Toronto e Primaz da Igreja Anglicana do Canadá, mas teve que se retirar de ambas as listas para se submeter a um tratamento para câncer de mama. No Sínodo daquele ano, o Arcebispo Andrew Hutchison, de Montreal, foi eleito como 12º Primaz anglicano. Também foi uma dos quatro candidatos no Sínodo Geral de 2007, sendo vencida na quinta votação, quando o Bispo Fred Hiltz, da Nova Escócia e da Ilha do Príncipe Eduardo, se tornou o 13º Primaz.
Integrou o Grupo de Continuação de Windsor, que analisa questões cruciais sobre a configuração da vida comunitária anglicana em todo o mundo. Também serviu na Comissão Permanente Interanglicana sobre Unidade, Fé e Ordem durante todo o seu primeiro mandato, de 2008 a 2022. Ela participou ativamente do Fórum Cristão Global, o órgão ecumênico mais amplo e inclusivo do mundo, reunindo-se com católicos romanos, evangélicos, pentecostais e membros do Conselho Mundial de Igrejas no Quênia, Indonésia e Colômbia.
Ela foi bispa residente no Wycliffe College, Toronto, de janeiro a abril de 2008. Em fevereiro de 2008, foi eleita oitava bispa de Christchurch na Igreja Anglicana em Aotearoa, Nova Zelândia e Polinésia, e foi entronizada em 30 de agosto de 2008. Victoria foi a segunda mulher a se tornar bispa diocesana na Nova Zelândia.
Durante seu mandato como Bispa de Christchurch, ocorreram mais de 12.000 terremotos e tremores secundários na cidade e arredores. A Diocese teve 220 edifícios gravemente danificados ou destruídos, incluindo a icônica Catedral de Christchurch, central na história da cidade e da província. Reconhecendo o longo período até a construção de uma nova Catedral na Praça da Catedral, a Catedral de Transição, também conhecida como "Catedral de Papelão", foi erguida. Colaborou para sua renúncia o desgaste com parte do clero e moradores por ela defender a demolição da catedral e da construção de uma substituta moderna, alegando que não era correto arrecadar dinheiro para restaurar a catedral enquanto a população da cidade estava sofrendo; ao fim, o Sínodo Anglicano votou pela restauração da Catedral de Christchurch com apoio financeiro da Coroa e do conselho municipal.
Em março de 2018, ela anunciou sua renúncia como bispo diocesano, com efeito em 1º de maio de 2018. Ela foi indicada na eleição de bispo coadjutor de Toronto. A eleição foi realizada em 9 de junho de 2018. No entanto, Andrew Asbil, então reitor de Toronto, foi eleito.
Bispa Victoria é conhecida por promover peregrinações, especialmente com jovens, tendo realizado 13 peregrinações no Caminho de Santiago. Atualmente, é a administradora episcopal da Diocese de Moosonee, desde 2022, e bispa residente da Catedral de São Mateus em Timmins, Ontário. Em seu 30º aniversário de ordenação episcopal, Matthews foi homenageada pela Igreja Anglicana do Canadá em fevereiro de 2024.